# Peeter van Loon
Peeter van Loon (Anversa, 1600 circa – Anversa, 1660) è stato un pittore fiammingo del periodo barocco.

## Biografia
Secondo Houbraken che citò Cornelis de Bie, era specializzato nella prospettiva e nella pittura di edifici. Nacque e morì ad Anversa nel XVII secolo, ma morì prima che il libro di De Bie, Het Gulden Cabinet, venisse pubblicato nel 1662.
Secondo il Nederlands Instituut voor Kunstgeschiedenis era figlio del pittore Guillaume van Loon e di Margrita Ingenhave. Nel 1652 e nel 1660 era iscritto come scapolo, ed era noto per le allegorie storiche. È menzionato, negli archivi della Corporazione di San Luca di Anversa come destinatario di un pagamento della chiesa nel 1638.